# La Débandade (film)
Pour les articles homonymes, voir La Débandade.
Pour plus de détails, voir Fiche technique et Distribution.
La Débandade est un film français réalisé par Claude Berri, sorti en 1999.

## Synopsis
Claude, commissaire priseur quinquagénaire, forme avec Marie un couple uni depuis quinze ans et toujours aussi amoureux. Pourtant, dans l'intimité, et malgré un désir toujours vivace, Claude a des problèmes d'érection. Alors que Marie s'accommode en souriant de ces défaillances, Claude s'angoisse et décide de consulter un spécialiste. S'ensuivent divers examens médicaux dont Marie se moque gentiment. Pour se rassurer, Claude décide de séduire d'autres femmes. Lors d'un déplacement professionnel à Genève, il se procure la pilule Viagra, mais sa tentative de séduction échoue. À son retour à Paris, Marie, plus séduisante que jamais, s'emploie à lui faire oublier son âge et ses faiblesses.

## Fiche technique
- Titre : La Débandade
- Réalisation : Claude Berri
- Scénario : Tonino Benacquista, Arlette Langmann et Claude Berri
- Production : Patrick Batteux et Pierre Grunstein
- Musique : Bruno Coulais
- Photographie : William Lubtchansky
- Montage : Hervé de Luze
- Montage Son : Michel Klochendler
- Décors : Olivier Radot
- Costumes : Christine Guégan
- Pays d'origine :  France
- Format : couleurs - Dolby Digital
- Genre : comédie
- Durée : 100 minutes
- Date de sortie : 6 octobre 1999

## Distribution
- Claude Berri : Claude Langmann
- Fanny Ardant : Marie Langmann
- Claude Brasseur : Paul-Edouard, vieil ami de Claude
- Alain Chabat : Le spécialiste
- Danièle Lebrun : Myriam, ex-femme de Paul-Edouard
- Véronique Vella : Julie, entraîneuse
- Brigitte Bémol : Agnès, stagiaire à l'étude
- François Berléand : Docteur Nataf
- Olga Grumberg : Nathalie, fille de  Claude Langmann
- Myriam Mézières : Femme à la vente
- Pierre Semmler : Frédérick, amant de Nathalie
- Nadia Barentin : Monique
- Christian Boutonnet : Christian
- Rafael Ortiz : Raphaël
- Jérôme Hardelay : Marius